# Шелдон Бато
Шелдон Бато (англ. Sheldon Bateau; нар. 29 січня 1991, Порт-оф-Спейн) — тринідадський футболіст, захисник бельгійського клубу «Беверен» та збірної Тринідаду і Тобаго.

## Клубна кар'єра
Шелдон Бато розпочав виступи у дорослому футболі в 2009 році виступами за один із найсильніших клубів Тринідаду і Тобаго «Сан-Хуан Джаблоті», в якій провів три сезони. Грав у команді до 2012 року, після цього нетривалий час знаходився в іншому тринідадському клубі «Норт-Іст Старз». У тому ж 2012 році Бато перейшов до клубу найвищого бельгійського дивізіону «Мехелен». Протягом трьох років футболіст був гравцем основи бельгійського клубу, проте в 2015 році він втратив місце в основі команди, і керівництво «Мехелена» вирішило віддати гравця в оренду до російського клубу Прем'єр-ліги «Крила Рад» із Самари із правом викупу контракту футболіста. Наступного року самарський клуб скористався опцією викупу контракту гравця, та підписав із Бато повноцінний контракт. Проте «Крила Рад» вибули з вищого російського дивізіону, й у зв'язку із обмеженням кількості легіонерів у ФНЛ самарська команда віддала Бато в оренду до казахського клубу «Кайрат» 27 липня 2017 року до кінця року. У складі команди тринідадський гравець став володарем Кубка Казахстану та срібним призером першості. На початку 2018 року алматинська команда продовжила орендну угоду з Бато до кінця 2018 року. У 2019 році Бато перейшов до норвезького клубу «Сарпсборг 08», і вже протягом цього ж року повернувся до «Мехелена». У 2022 року тринідадський футболіст перейшов до турецького клубу «Самсунспор», утім невдовзі його віддали в оренду до бельгійського клубу «Беверен».

## Виступи за збірні
Протягом 2009—2012 років Шелдон Бато залучався до складу молодіжної збірної Тринідаду і Тобаго. На молодіжному рівні зіграв у 19 офіційних матчах, забив 3 голи.
2013 року дебютував в офіційних матчах у складі національної збірної Тринідаду і Тобаго. На 8 червня 2021 року футболіст зіграв у 46 матчах національної збірної.
У складі збірної був учасником розіграшу Золотого кубка КОНКАКАФ 2015 року у США та Канаді.

## Титули і досягнення
- Володар Кубка Казахстану (2):

«Кайрат»: 2017, 2018